# Swanson Mountains
Die Swanson Mountains sind ein 13 km langer Gebirgszug im westantarktischen Marie-Byrd-Land. In den Ford Ranges ragen sie 10 km südöstlich des Saunders Mountain auf.
Entdeckt wurden sie 1934 bei Überflügen während der zweiten Antarktisexpedition (1933–1935) des US-amerikanischen Polarforschers Richard Evelyn Byrd. Dieser benannte sie nach dem US-amerikanischen Politiker Claude A. Swanson (1862–1939), Marineminister unter US-Präsident Franklin D. Roosevelt von 1933 bis 1939.